# Encephalartos lebomboensis
Encephalartos lebomboensis es una especie de Cycadopsida del género Encephalartos, de la familia Zamiaceae, del orden Cycadales.

## Distribución
Encephalartos lebomboensis se distribuye por Mozambique, Sudáfrica (KwaZulu-Natal) y Suazilandia.

## Taxonomía
Fue descrita científicamente por I.Verd. Fue publicado por primera vez en I.Verd. In: Fl. Pl. Africa 27: pls. 1078-1079. (1949).